# Ostrov (Příbrami járás)
Ostrov település Csehországban, a Příbrami járásban. Ostrov Milín, Tochovice, Lazsko és Vrančice településekkel határos. Lakosainak száma 161 fő (2024. január 1.).

## Népesség
A település lakosságának változását az alábbi diagram mutatja:
| Lakosok száma | 300  | 312  | 255  | 174  | 101  | 89   | 125  | 133  | 154  | 161  |
|               | 1869 | 1890 | 1921 | 1950 | 1980 | 2001 | 2017 | 2019 | 2022 | 2024 |